# Masdevallia nigricans
Masdevallia nigricans là một loài thực vật có hoa trong họ Lan. Loài này được Königer & Sijm mô tả khoa học đầu tiên năm 2003.